# 양산 황산언 석조 수문 준공기 각석
양산 황산언 석조 수문 준공기 각석(梁山 黃山堰 石造 水門 竣工記 刻石)은 대한민국 경상남도 양산시 물금읍 가촌리에 있는 각석이다. 2018년 10월 25일 경상남도의 유형문화재 제638호로 지정되었다.

## 개요
양산 황산언 석조 수문 준공기 각석은 양반 관료에 의해서 세워진 것도 아니고 양반 관료를 위해서 세운 것도 아니며, 오직 황산언(黃山堰)의 개축(改築)과 석조(石造) 수문(水門)을 만든 일에 대해여 그 기록을 남김으로써, 황산도(黃山道) 소속 아전들이 이 일에 얼마나 열성을 기울였던가 하는 점을 후세에 남기기 위하여 새겨둔 각석으로 파악된다. 아마도 황산역에 소속된 마위답을 제대로 경작하기 위하여 낙동강 물 관리가 더욱 절실했기 때문에 이러한 열정이 이 각석으로 남아 전한 것이 아닌가 생각된다.
각석은 높이 2m 폭 2m 정도의 대체로 삼각형 모양을 하고 있는 자연석이며, 전혀 다듬지 않고 바로 글씨를 새긴 형태며, 글 내용의 배열도 세련되지 못하였고, 글씨의 크기도 크기의 구분이 명확하지 않게 들쭉날쭉한 편이다. 이 각석에는 찰방은 이름자도 분명히 밝히지 않은 반면, 관련자인 아전 이름은 23명이나 나오는 것으로 보아 이 각석은 찰방의 주도로 이루어진 것은 아니고, 아전의 주도로 이루어진 것으로 보인다.

## 참고 문헌
- 양산 황산언 석조 수문 준공기 각석 - 국가유산청 국가유산포털